# 210.ª Divisão de Infantaria (Alemanha)
A 210ª Divisão de Infantaria (em alemão:210. Infanterie-Division) foi uma unidade militar que serviu no Exército alemão durante a Segunda Guerra Mundial.

## Comandantes
| Comandante                       | Data                                         |
| -------------------------------- | -------------------------------------------- |
| Generalleutnant Karl Wintergerst | 15 de julho de 1942 - 1 de fevereiro de 1944 |
| Generalleutnant Curt Ebeling     | 1 de fevereiro de 1944 - 10 de março de 1945 |
| Oberst Wilhelm Rademacher        | ? de março de 1945 - 8 de maio de 1945       |

## Oficiais de operações
| Desconhecido                  | julho de 1942 - ?          |
| Major Franz Steinhart-Hantken | ? - 14 de março de 1943    |
| Oberstleutnant Hans Bucher    | 14 de março de 1943 - 1945 |

## Área de operações
| Alemanha  | julho de 1942 - agosto de 1942 |
| Noruega]] | agosto de 1942 - maio de 1945  |